# Hohes Kreuz, Tyrolen
Hohes Kreuz är en bergstopp i Österrike.   Den ligger i distriktet Lienz och förbundslandet Tyrolen, i den centrala delen av landet, 300 km väster om huvudstaden Wien. Toppen på Hohes Kreuz är 2 694 meter över havet.
Terrängen runt Hohes Kreuz är huvudsakligen bergig, men den allra närmaste omgivningen är kuperad. Runt Hohes Kreuz är det ganska glesbefolkat, med 26 invånare per kvadratkilometer.. 
Trakten runt Hohes Kreuz består i huvudsak av gräsmarker.